# Jidokwan
Jidokwan, é uma das nove escolas originais da moderna arte marcial coreana denominada Taekwondo e foi fundada no que é hoje Coreia do Sul no final da Segunda Guerra Mundial. Seu nome se traduz como "Escola de Sabedoria". A Jidokwan existe até hoje na Coreia e é uma das maiores Escolas de Taekwondo. Ela funciona como uma ordem social fraternal. A Jidokwan apoia e subscreve o método de Taekwondo Kukkiwon e a WTF.
Foi fundada por Chun Sang Sup em março de 1946. Quando jovem, este aprendeu Judo e Karate no Japão. Ao retornar para a Coreia, conheceu Byung In Yoon (que mais tarde fundou a Chang Moo Kwan) eles treinaram juntos e se tornaram grandes amigos. Morto na guerra da Coreia, o comando foi passado para Kwe Byung Yoon, (4º dan karate shudokan) e Chong Woo Lee até 1967, quando estes mestres entraram em divergências quanto à associação com a Korea Tae Soo Do. Chong Woo Lee (Jidokwan), Nam Suk Lee (Chang Moo Kwan), Woon Kyu Uhm (Chung Do Kwan), Jong Myun Hyn (Chung Do Kwan/Oh Do Kwan) eram favoráveis à associação. Kwe Byung Yoon (Jidokwan) e Hwang Kee (Moo Duk Kwan) desejavam continuar com seus métodos de ensino. A Jidokwan teve forte participação na criação da WTF e até hoje seus membros fazem parte da direção da WTF e do Kukkiwon.